# دوار كولومبوس (فلم)
دوار كولومبوس أو كولومبوس سيركل (بالإنجليزية: Columbus Circle) هو فِلم إثارة مستقل أميريكي، أخرجه جورج جالو واشترك في كتابته مع كيفين بولك. الفِلم من بطولة سلمى بلير، جيوفاني ريبيسي، بيو بريدجز، إيمي سمارت، جايسون لي، وكيفين بولك. صدر الفلم مباشرة كفيديو في الولايات المتحدة في 6 مارس 2012.

## القصة
تدور قصة الفلم حول فتاة عزلت نفسها بشقة في دوار كولومبوس زهاء ما يقارب العقدين من الزمن. وتجد نفسها مرغمة على مواجهة مخاوفها من العالم الخارجي بعد تحقيقات مع رجال المباحث حول مقتل جارتها، وانتقال ثنائي للعيش في الشقة المقابلة لها.

## الممثلين
- سلمى بلير بدور آبيغيل، المنعزلة ووريثة ثروة ضخمة
- جيوفاني ريبيسي بدور المحقق فرانك جيارديلو
- إيمي سمارت بدور ليلين
- جايسون لي بدور تشارلي
- كيفين بولك بدور كلاندرمان، بواب البناية
- بيو بريدجز بدور الدكتور ريمون فونتين، المقرب الوحيد لآبيغيل
- جيسون أنطون بدور المحقق جيري ايانس
- جيري بينأسكولي بدور شخصه
- روبرت جويلامي بدور هوارد مايلز
- سام ليفين بدور مدير المصرف

## روابط خارجية
- دوار كولومبوس على موقع IMDb (الإنجليزية)
- دوار كولومبوس على موقع روتن توميتوز (الإنجليزية)
- دوار كولومبوس على موقع قاعدة بيانات الأفلام العربية
- دوار كولومبوس على موقع ألو سيني (الفرنسية)
- دوار كولومبوس على موقع Turner Classic Movies (الإنجليزية)
- دوار كولومبوس على موقع أول موفي (الإنجليزية)
- دوار كولومبوس على موقع فيلمافينيتي (الإسبانية)
- دوار كولومبوس على موقع قاعدة بيانات الفيلم (الإنجليزية)
- دوار كولومبوس على موقع ليتربوكسد (الإنجليزية)
- دوار كولومبوس على موقع كينوبويسك (الروسية)